# Com ensinistrar un drac (pel·lícula de 2010)
Com ensinistrar un drac (títol original en anglès How to Train Your Dragon) és una pel·lícula d'animació 3D dels Estats Units, basada en el llibre homònim de Cressida Cowell. El film original consta amb les veus de talents com Gerard Butler, America Ferrera, Jonah Hill, Plácido Domingo, Christopher Mintz-Plasse i Craig Ferguson. La pel·lícula, estrenada el 26 de març de 2010, és la vint-i-dosena dels estudis Dreamworks Animation i la segona on Christopher Mintz-Please i Jonah Hill coincideixen en papers principals des de Superbad (2007).
De l'estudi que va portar Shrek, Madagascar i Kung Fu Panda arriba Com ensinistrar un drac, una comèdia d'aventures ambientada al món mític dels vikings i dracs salvatges. La història se centra al voltant d'un adolescent viking anomenat Singlot (Jay Baruchel) que viu a l'illa de Berk, i la lluita contra els dracs és un dels seus modus vivendi. La intel·ligència de l'adolescent i el seu original sentit de l'humor no agraden gaire a la seva tribu. Tot i això, quan s'inclou en la formació per a futurs Vikings, veu que aquesta és la seva oportunitat per fer-se valer com a lluitador. Però quan dispara a una Fúria Nocturna i s'hi fa amic, tot canvia.
Aquesta pel·lícula ha estat doblada al català. el 2010, i ha tingut versions posteriors el 2014 i 2019.

## Repartiment i personatges
- Jay Baruchel. Singlot Horrorós Haddock Tercer. El personatge principal de la pel·lícula i el fill del cap, Stoick el vast. Segons Snotlout, el seu cosí, no té res a veure amb el seu pare, no és adequat per ser el futur cap de la tribu, i és dèbil. En Singlot troba i es fa amic d'un Fúria Nocturna, un drac que mai ningú ha vist ni matat, posant en conflicte la seva amistat i la tradició del poble de lluitar contra el drac.
- Gerard Butler. Estoic El Vast. El cap de la tribu Hairy Hooligan. Espera que el seu fill maduri i esdevé prou fort per ser-ne el cap algun dia, tot i que no sembla que aquest progressi.
- America Ferrera. Astrid. És la més prometedora de l'entrenament pels futurs Vikings. Al principi està furiosa perquè Singlot li roba la seva fama, però quan el coneix més bé s'hi acaba enamorant.

## Diferències entre el llibre i la pel·lícula
Fins i tot en l'etapa on se situa la pel·lícula, alguns fans hi troben diferències entre el primer llibre de la sèrie How to Train Your Dragon i la trama de la pel·lícula.

## Curiositats
- En la pel·lícula només s'hi pot veure un Fúria Nocturna.
- L'Esdentegat (el Drac) s'assembla a "Stitch" de Lilo & Stitch.
- El personatge del Singlot, té certes similituds amb el personatge d'Artús de Shrek Tercer.

## Premis i nominacions
Oscar
- Nominada per:
  - Millor banda sonora per John Powell
  - Millor pel·lícula d'animació per Dean DeBlois i Chris Sanders

Globus d'Or
- Nominada per:
  - Millor pel·lícula d'animació per Dean DeBlois i Chris Sanders

BAFTA
- Nominada per:
  - Millor música per John Powell
  - Millor pel·lícula d'animació per Dean DeBlois i Chris Sanders